# 真柴摩利
真柴 摩利（ましば まり、1959年11月21日 - ）は、日本の女性声優。群馬県出身。ぷろだくしょんバオバブ所属。

## 人物
テレビアニメ、ラジオ、ナレーションなどで活躍。
長年『クレヨンしんちゃん』にレギュラー出演しており、主人公の飼い犬であるシロ役を風間トオル役と兼任する形で担当。真柴によると、シロ役に抜擢されたのは新人の頃にゲスト出演していた「『ドラえもん』の音響監督担当の大熊昭が『クレヨンしんちゃん』でも音響監督も務めており、『ドラえもん』に動物やひみつ道具役で真柴を起用していたことからシロ役を振ってきたのだろう」と推測している。
資格は普通自動車免許。特技はイラスト。趣味は料理、モータースポーツ観戦。方言は上州弁（群馬弁）。

## 出演
太字はメインキャラクター。

### テレビアニメ
1984年
- 銀河漂流バイファム 集まった13人（ガイ）

1985年
- ドラえもん（テレビ朝日版第1期）（1985年 - 1993年、ミイちゃん〈初代〉、レポーターロボット 他）
- 昭和アホ草紙あかぬけ一番!（1985年 - 1986年、園児A、ミトン、女）

1986年
- 青春アニメ全集「潮騒」（子供達）
- ドテラマン（トリツ鬼）
- ロボタン

1987年
- 愛の若草物語（キャロリン）
- 赤い光弾ジリオン（悪ガキA）
- シティーハンター（美女A、スケ番B）
- ミスター味っ子（1987年 - 1988年、仲田幸二、女子生徒A）

1988年
- ウルトラB（子供A）
- 美味しんぼ（仲居C、女客B）
- おそ松くん（1988年 - 1989年、カラ松、ハタ坊 他）

1989年
- 青いブリンク（校長、スピカ）
- 桃太郎伝説（オニ姫、鶴）
- レスラー軍団〈銀河編〉 聖戦士ロビンJr.（ビリー・JJ）

1990年
- アイドル天使ようこそようこ（マリオ）
- NG騎士ラムネ&40（ブルマン）
- からくり剣豪伝ムサシロード（子供）
- それいけ!アンパンマン（フォークさん）
- チンプイ（男の子）
- まじかるハット（ドグコ）
- 平成天才バカボン（マサル、双子）
- YAWARA!（1990年 - 1992年、小川選手、十条美智子、大林、ミミュー）
- 私のあしながおじさん（コリー）

1991年
- OH!MYコンブ（アブラミトン子）
- ゲンジ通信あげだま（男生徒B）
- 21エモン（1991年 - 1992年、リゲル、図書館員）
- 魔法のプリンセス ミンキーモモ（海モモ）（チャーモ）

1992年
- あしたへフリーキック（ロッコ）
- クレヨンしんちゃん（1992年 - 、風間くん、シロ 他）
- 見ると強くなる 痛快!横綱アニメ ああ播磨灘（マロ）

1993年
- ミラクル☆ガールズ（松永貴絵）

1995年
- H2（水泳部顧問）
- ぼのぼの（コクジラくんのおかあさん）

1996年
- 快傑ゾロ（リリア）

1997年
- はいぱーぽりす（近藤直子）

1998年
- TRIGUN（子供）
- MASTERキートン（ヴィクトール〈少年時代〉）
- YAT安心!宇宙旅行 第2シリーズ（ドツーク）

2003年
- 高橋留美子劇場（奥方）

2004年
- うた∽かた（紅樹陽輔）
- MONSTER（2004年 - 2005年、子供C、ミローシュ）

2015年
- 名探偵コナン（2015年 - 2023年、田中鈴子、寺内信子、笛木末子）

2024年
- わんだふるぷりきゅあ!（シロ）

### 劇場アニメ
1986年
- 魔物語 愛しのベティ（メリー・ピンポン）

1989年
- おそ松くん スイカの星からこんにちはザンス!（ハタ坊）
- ドラえもん のび太の日本誕生（少年A）

1992年
- 機動戦士ガンダム0083 ジオンの残光（シーマ・ガラハウ）
- 21エモン 宇宙いけ! 裸足のプリンセス（テーマパークアナウンサー）

1993年
- クレヨンしんちゃん アクション仮面VSハイグレ魔王（風間くん）

1994年
- クレヨンしんちゃん ブリブリ王国の秘宝（かざまくん）

1995年
- クレヨンしんちゃん 雲黒斎の野望（シロ）

1996年
- クレヨンしんちゃん ヘンダーランドの大冒険（風間くん）

1997年
- クレヨンしんちゃん 暗黒タマタマ大追跡（シロ）

1998年
- クレヨンしんちゃん 電撃!ブタのヒヅメ大作戦（風間くん）

1999年
- クレしんパラダイス! メイド・イン・埼玉（風間くん）
- クレヨンしんちゃん 爆発!温泉わくわく大決戦（風間くん）

2000年
- クレヨンしんちゃん 嵐を呼ぶジャングル（風間くん）

2001年
- クレヨンしんちゃん 嵐を呼ぶ モーレツ!オトナ帝国の逆襲（風間くん）

2002年
- クレヨンしんちゃん 嵐を呼ぶ アッパレ!戦国大合戦（風間くん）

2003年
- クレヨンしんちゃん 嵐を呼ぶ 栄光のヤキニクロード（シロ）

2004年
- クレヨンしんちゃん 嵐を呼ぶ!夕陽のカスカベボーイズ（風間くん）

2005年
- クレヨンしんちゃん 伝説を呼ぶブリブリ 3分ポッキリ大進撃（シロ）

2006年
- クレヨンしんちゃん 伝説を呼ぶ 踊れ!アミーゴ!（風間くん）

2007年
- クレヨンしんちゃん 嵐を呼ぶ 歌うケツだけ爆弾!（シロ、風間くん）

2008年
- クレヨンしんちゃん ちょー嵐を呼ぶ 金矛の勇者（シロ、風間くん）

2009年
- クレヨンしんちゃん オタケベ!カスカベ野生王国（シロ、風間くん）

2010年
- カラフル（駄菓子屋の子供）
- クレヨンしんちゃん 超時空!嵐を呼ぶオラの花嫁（シロ、風間くん）

2011年
- クレヨンしんちゃん 嵐を呼ぶ黄金のスパイ大作戦（シロ、風間くん）

2012年
- クレヨンしんちゃん 嵐を呼ぶ!オラと宇宙のプリンセス（シロ、風間くん）

2013年
- クレヨンしんちゃん バカうまっ!B級グルメサバイバル!!（シロ、風間くん）

2014年
- クレヨンしんちゃん ガチンコ!逆襲のロボとーちゃん（シロ、風間くん）

2015年
- クレヨンしんちゃん オラの引越し物語 サボテン大襲撃（シロ、風間くん）

2016年
- クレヨンしんちゃん 爆睡!ユメミーワールド大突撃（シロ、風間くん）

2017年
- クレヨンしんちゃん 襲来!!宇宙人シリリ（シロ、風間くん）

2018年
- クレヨンしんちゃん 爆盛!カンフーボーイズ〜拉麺大乱〜（シロ、風間くん）

2019年
- クレヨンしんちゃん 新婚旅行ハリケーン 〜失われたひろし〜（シロ、風間くん）

2020年
- クレヨンしんちゃん 激突! ラクガキングダムとほぼ四人の勇者（シロ、風間くん）

2021年
- クレヨンしんちゃん 謎メキ!花の天カス学園（シロ、風間くん）

2022年
- クレヨンしんちゃん もののけニンジャ珍風伝（シロ、風間くん）

2023年
- しん次元! クレヨンしんちゃん THE MOVIE 超能力大決戦 〜とべとべ手巻き寿司〜（シロ、風間くん）

2024年
- クレヨンしんちゃん オラたちの恐竜日記（シロ、風間くん）

2025年
- クレヨンしんちゃん 超華麗!灼熱のカスカベダンサーズ（シロ、風間くん）

### OVA
1986年
- ドリームハンター麗夢II 聖美神学園の妖夢（黒薔薇会女生徒達）

1990年
- ウルトラマングラフィティ おいでよ!ウルトラの国（メトロン星人、エレ助、ピット星人）
- おそ松くん イヤミはひとり風の中（ハタ坊）
- 天外魔境 自来也おぼろ変（腰元B）

1991年
- 機動戦士ガンダム0083 STARDUST MEMORY（シーマ・ガラハウ）

1992年
- JOKER マージナル・シティ（女）
- 電影少女 -VIDEO GIRL AI-（女の子）
- 天地無用! 魎皇鬼（天地〈子供時代〉）

1995年
- YAMATO2520（ゴリ）

1996年
- けろけろけろっぴのびっくり!おばけやしき（キョロスケ）

1997年
- 魔討綺譚 ZANKAN!（斬奸）（要）

1998年
- 銀河英雄伝説外伝 汚名（娼婦）
- 魔界転生（弥太郎）

2003年
- ズッコケ三人組の図書館で調べよう（山中正太郎〈ハカセ〉）

### Webアニメ
- クレヨンしんちゃん外伝 エイリアン vs. しんのすけ（2016年、シロ）
- クレヨンしんちゃん外伝 おもちゃウォーズ（2016年、風間くん）
- クレヨンしんちゃん外伝 家族連れ狼（2017年、シロ）
- クレヨンしんちゃん外伝 お・お・お・のしんのすけ（2017年、シロ、キザ）
- SUPER SHIRO（2019年、シロ[19]）

### ゲーム
1993年
- 妖獣戦記（霧原麗子）

1994年
- アルナムの牙 獣族十二神徒伝説（タランダ）

1995年
- クレヨンしんちゃん パズル大魔王の謎（シロ、カザマくん）
- なつきクライシスバトル（神取あきら）
- 鬼神童子ZENKI FX 金剛焱闘（鎧鱗斬）

1997年
- アルナムの翼 焼塵の空の彼方へ（タランダ）
- スーパーロボット大戦F（シーマ・ガラハウ）

1998年
- ADVANCED V.G.2（新条サキ）
- SDガンダム GGENERATION（1998年 - 2019年、シーマ・ガラハウ、ギリ・ガデューカ・アスピス） - 12作品
- 機動戦士ガンダム ギレンの野望（シーマ・ガラハウ）
- スーパーロボット大戦F完結編（シーマ・ガラハウ）

1999年
- サンライズ英雄譚（シーマ・ガラハウ）
- スーパーロボット大戦コンプリートボックス（シーマ・ガラハウ）
- マジカルドロップF・大冒険もラクじゃない!（ハイエロファント）

2000年
- 機動戦士ガンダム ギレンの野望 ジオンの系譜（シーマ・ガラハウ、アクシズ秘書）
- スーパーロボット大戦α（シーマ・ガラハウ）

2001年
- キッズステーション クレヨンしんちゃん オラとおもいでつくるゾ!（風間くん、シロ）
- スーパーロボット大戦α for Dreamcast（シーマ・ガラハウ）

2002年
- 機動戦士ガンダム ギレンの野望 ジオン独立戦争記（シーマ・ガラハウ、キャスター）
- スーパーロボット大戦IMPACT（シーマ・ガラハウ）

2003年
- インタールード（嶋）
- 機動戦士ガンダム めぐりあい宇宙（シーマ・ガラハウ）
- SUNRISE WORLD WAR Fromサンライズ英雄譚（シーマ）
- 第2次スーパーロボット大戦α（シーマ・ガラハウ、ギリ）

2004年
- クレヨンしんちゃん 嵐を呼ぶ シネマランドの大冒険!
- テイルズ オブ リバース（ジルバ・マディガン）

2006年
- 機動戦士ガンダム クライマックスU.C.（シーマ・ガラハウ）
- クレヨンしんちゃん 最強家族カスカベキング うぃ〜（風間くん）
- クレヨンしんちゃん 伝説を呼ぶ オマケの都ショックガーン!

2007年
- ガンダムバトルクロニクル（シーマ・ガラハウ）
- クレヨンしんちゃんDS 嵐を呼ぶ ぬってクレヨ〜ン大作戦!

2008年
- ガンダムバトルユニバース（シーマ・ガラハウ）
- クレヨンしんちゃん 嵐を呼ぶ シネマランド カチンコガチンコ大活劇!
- スーパーロボット大戦A PORTABLE（シーマ・ガラハウ）

2009年
- クレヨンしんちゃん 嵐を呼ぶ ねんどろろ〜ん大変身!

2010年
- Another Century's Episode:R（ギリ・ガデューカ・アスピス）
- ガンダムアサルトサヴァイブ（シーマ・ガラハウ）
- 機動戦士ガンダム エクストリームバーサス（2010年 - 2016年、シーマ・ガラハウ） - 4作品
- クレヨンしんちゃん おバカ大忍伝 すすめ!カスカベ忍者隊!
- クレヨンしんちゃん ショックガ〜ン!伝説を呼ぶオマケ大ケツ戦!!（シロ、カザマくん）

2011年
- 機動戦士ガンダム オンライン（シーマ）
- クレヨンしんちゃん 宇宙DEアチョー!? 友情のおバカラテ!!

2014年
- クレヨンしんちゃん 嵐を呼ぶ カスカベ映画スターズ!（シロ、カザマくん）

2015年
- ガンダムジオラマフロント（シーマ・ガラハウ）

2017年
- クレヨンしんちゃん 激アツ! おでんわ〜るど大コン乱!（シロ、風間くん）

2018年
- 機動戦士ガンダム エクストリームバーサス2（2018年 - 2025年、シーマ・ガラハウ） - 4作品

2021年
- クレヨンしんちゃん 「オラと博士の夏休み」〜おわらない七日間の旅〜（シロ、かずま）
- 機動戦士ガンダム U.C. ENGAGE（2021年 - 2023年、シーマ・ガラハウ）

2023年
- 機動戦士ガンダム アーセナルベース（シーマ・ガラハウ）

2024年
- クレヨンしんちゃん 「炭の町のシロ」（シロ、風間くん）

### ドラマCD
- 吸血鬼ハンター D-北海魔行II -やがて、夏-（1990年、子供）
- 機動戦士ガンダム0083 STARDUST MEMORY ルンガ沖砲撃戦（1992年、シーマ・ガラハウ）
- 機動戦士ガンダム0083 STARDUST MEMORY CDシネマ2/宇宙の蜉蝣（1992年）
- Joker Second Contact〜パープル・ムーン〜（1992年、少年）
- 恐竜ワンダーランド（1993年、ワタルくん）
- 魔討奇譚 ZANKAN! ドラマティックCD BOOK（1995年、要）
- 永遠の野原（2002年、古屋みかん、柳の母親）
- テイルズ オブ リバース（2005年、ジルバ・マディガン）

### 吹き替え

#### 海外映画
- IT ※テレビ東京版
- 愛しのローズマリー
- シティ・スリッカーズ ※ビデオ版
- ダイ・ハード3
- 超能力学園Z
- トップモデル諜報員 カバー・アップ（カチア）
- バック・トゥ・ザ・フューチャーPART2（少年）
- ヒトラー最期の12日間
- 幽幻道士シリーズ（幽幻童子）
  - 幽幻道士3
  - 幽幻道士4
- 来来!幽幻道士シリーズ（アンアン〈安安〉）
  - 新・幽幻道士 立体奇兵
- みにくいアヒルの子(1997年版)（ポッジ〈ロバート・ウェイティング〉）
- ローリングサンダー（マーク〈ジョーダン・ガーラー〉）

#### 海外ドラマ
- アボンリーへの道
- L.A.ロー 七人の弁護士（シーラ・ブラックマン〈ジョアンナ・フランク〉）
- ビバリーヒルズ高校白書

#### 海外アニメ
- ザ・シンプソンズ（ロッド・フランダース〈初代〉、ラルフ・ウィガム〈初代〉 他）
  - ザ・シンプソンズ MOVIE（マギー・シンプソン〈3代目〉、ロッド・フランダース、ラルフ・ウィガム、カーナビ）
- 戦え!超ロボット生命体トランスフォーマー2010（イナラ[22]）
- スヌーピー&チャーリーブラウン（シャーミー）
- マジック・スクール・バス（カルロス）
- ミュータント・タートルズ ※東和ビデオ版

### ラジオドラマ
- VOMIC ヘンテコ忍者 いもがくれチンゲンサイ様（ちご丸）
- おはなしの旅
- ことばの教室

### テレビドラマ
- 連続テレビ小説 なつぞら（2019年6月14日、NHK）第65回 - 少年・犬（声） 役

### ナレーション
- 地上最大のTV動物園

### CM
- BPO（テレビくん・ラジオくん）
- 日本民間放送連盟（地球）
- 飛龍の拳ツイン
- ぼくは航空管制官 エアポートヒーロー 3D 羽田 with JAL ※羽田空港限定版 - 社名のコール
- わかさいも本舗 雄北メロン編・雄北カスター編（ウサギのキャラクター）、チョコじゃがッキー（チョコじゃがッキーくん）

### その他コンテンツ
- 機動戦士ガンダム0079カードビルダー（シーマ・ガラハウ）

### シリーズ一覧
1. ↑  『GGENERATION』（1998年）、『ZERO』（1999年）、『F』（2000年）、『F.I.F』（2001年）、『NEO』（2002年）、『SEED』（2004年）、『PORTABLE』（2006年）、『SPIRITS』（2007年）、『WARS』（2009年）、『WORLD』『3D』（2011年）、『OVER WORLD』（2012年）
2. ↑  『エクストリームバーサス』（2010年）、『フルブースト』（2012年）、『マキシブースト』（2014年）、『マキシブースト ON』（2016年）
3. ↑  『エクストリームバーサス2』（2018年）、『クロスブースト』（2021年）、『オーバーブースト』（2023年）、『インフィニットブースト』（2025年）